# Matrimoni de Boston
|  | No s'ha de confondre amb Un matrimoni de Boston. |

Matrimoni de Boston, conegut també per la seva denominació en anglès Boston marriage, és un terme que es va fer servir a Nova Anglaterra durant les darreres dècades del segle xix i principis del XX per descriure dues dones que viuen juntes, independentment del suport econòmic d'un home. Algunes d'aquestes eren parelles sentimentals de dones homosexuals, mentre que d'altres no.

## Origen del terme
L'existència de relacions d'amistat romàntiques relativament formalitzades o relacions de convivència entre dones és anterior al terme "matrimoni de Boston" i hi ha un llarg historial d'aquest tipus de relacions a Anglaterra i altres països europeus. El terme "matrimoni de Boston" es va associar amb The Bostonians (1886) d'Henry James, una novel·la que descrivia una relació de convivència de llarga durada entre dues dones solteres, les "dones noves", encara que el propi James no va utilitzar mai el terme. La germana de James, Alice, va viure aquesta relació amb Katherine Loring i va estar entre les seves fonts per a la novel·la.
Algunes dones no es casaven perquè sentien que tenien una millor connexió amb les dones que amb els homes. Moltes d'aquestes dones vivien plegades i, de fet, molt sovint eren independents econòmicament per l'herència familiar o pels seus propis ingressos professionals. Les dones que van optar per tenir una carrera (medicina, ciència, acadèmica) van crear una nova classe de dones que no eren dependents dels homes, i a les que volien viure amb altres dones se'ls permetia la llibertat d'organitzar les seves pròpies vides amb una certa acceptació social, es recolzaven entre elles en una societat que sovint desaprovava els seus comportaments i els era a vegades hostil. Eren generalment feministes, compartien principis i valors, i estaven implicades en causes socials i culturals.
Hi ha molts exemples de dones en una relació del tipus "matrimoni de Boston". A finals de la dècada de 1700, per exemple, les dones de classe alta angloirlandeses Eleanor Butler i Sarah Ponsonby eren identificades com a parella i sobrenomenades les Les Senyoretes de Llangollen. Elizabeth Mavor suggereix que la institució d'amistats romàntiques entre dones va arribar a un zenit a l'Anglaterra del segle xviii. Als Estats Units, un exemple destacat n'és el de la novel·lista Sarah Orne Jewett i la seva companya Annie Adams Fields, vídua de l'editor de The Atlantic Monthly, al final de la dècada de 1800.

## Rellevància actual
Lillian Faderman va proporcionar un dels estudis més complets dels matrimonis de Boston en Surpassing the Love of Men (1981). Els revisors cinematogràfics del segle xx van utilitzar el terme per descriure la relació Jewett-Fields representada en la pel·lícula documental de 1998 Out of the Past.
El Matrimoni de Boston, de David Mamet, en què es mostra un «matrimoni» d'aquest tipus amb un component sexual explícit, es va estrenar l'any 2000 i va ajudar a popularitzar el terme.
El 2004 Massachusetts es va convertir en el primer estat dels EUA a legalitzar el matrimoni homosexual, cosa que convertia Boston en l'única gran ciutat nord-americana on un «matrimoni de Boston» també podia ser un matrimoni legal si la parella ho desitjava. Aquesta definició va donar nova popularitat a l'expressió, que s'arribava a confondre amb una creació nova per referir-se al matrimoni homosexual legal.
Darrerament aquest terme es fa servir amb un significat més ampli: un matrimoni de Boston pot ser qualsevol combinació d'orientacions sexuals i gèneres i no és exclusiva de només dues persones.